# Alte Kameraden
Alte Kameraden («Vells camarades») és una marxa militar alemanya. Formava part de la recopilació Armeemarschsammlung com a HM II, 150.

## Història

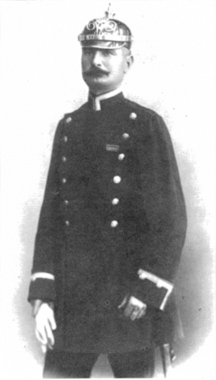
Carl Teike

La marxa va ser escrita i composta al voltant de 1889, a la ciutat d'Ulm a Alemanya, pel músic i compositor militar Carl Teike. Teike ja havia escrit moltes marxes per a la banda de marxes del Regiment de Granaders König Karl (5. Württembergisches) No. 123. Quan va presentar la seva nova marxa al regiment, el Kapellmeister Oelte va dir-li: «Ja tenim prou marxes musicals, crema aquesta!». Aquesta resposta, va fer que, finalment, Teike va retirar aquesta cançó del repertori de la banda, i la va rebatejar a "Alte Kameraden". Teike va treballar posteriorment com a oficial de policia, però va continuar component marxes militars. Se'n compten un centenar de la seva mà.

## Lletra
| "Alte Kameraden"    |
|                     |
| recorded c. 1905–10 |
|                     |

| Alte Kameraden auf dem Marsch durchs Land Schließen Freundschaft felsenfest und treu. Ob in Not oder in Gefahr, Stets zusammen halten sie auf's neu.                                                             | Vells camarades en la marxa a través del camp Fan amistat fixa com la roca i fidel. Sigui en la necessitat o en el perill Sempre junts es mantenen.                                         |
| Zur Attacke geht es Schlag auf Schlag, Ruhm und Ehr soll bringen uns der Sieg, Los, Kameraden, frisch wird geladen, Das ist unsere Marschmusik.                                                                  | Durant l'atac, les coses passen ràpid, La victòria ens portarà glòria i honor, Veniu, camarades, hem de recarregar, Aquesta es la nostra música de marxa.                                   |
| Im Manöver zog das ganze Regiment Ins Quartier zum nächsten Dorfhauselement Und beim Wirte das Geflirte Mit den Mädels und des Wirtes Töchterlein.                                                               | Durant la maniobra, el regiment sencer tria la taverna com quarter Hi coqueteja amb les vilatjanes i la filla del taverner.                                                                 |
| Lachen scherzen, lachen scherzen, heute ist ja heut' Morgen ist das ganze Regiment wer weiß wie weit. Kameraden, ja das Scheiden ist nun einmal unser Los,— Darum nehmt das Glas zur Hand und wir rufen "Prost". | Rient jugant, Rient jugant, avui es avui Demà el regiment sencer, qui sap quan lluny estarà. Camarades, departir-nos és el nostre vertader destí Per això, apugeu el got i crideu «Salut!». |
| Alter Wein gibt Jugendkraft; Denn es schmeckt des Weines Lebenssaft. Sind wir alt, das Herz bleibt jung Und gewaltig die Erinnerung.                                                                             | El vi vell ens dona la força de la joventut, Perquè el tast del vi és l'elixir de la vida. Fins i tot de vells, els nostres cors seran joves I els nostres records impressionants.          |
| Ob in Freude, ob in Not, Bleiben wir getreu bis in den Tod. Trinket aus und schenket ein Und laßt uns alte Kameraden sein.                                                                                       | Sigui en el goig, o en la necessitat, Sempre serem fidels fins a la mort. Bevent i abocant de nou I siguem vells camarades.                                                                 |
| Sind wir alt, das Herz bleibt jung, Schwelgen in Erinnerung. Trinket aus und schenket ein Und laßt uns alte Kameraden sein.                                                                                      | Fins i tot de vells, els nostres cors seran joves, Memòries encantadores. Bevent i abocant de nou I siguem vells camarades.                                                                 |